# Mai Kuraki Premium Live One for all, All for one
『Mai Kuraki Premium Live One for all, All for one』（マイ・クラキ・プレミアム・ライブ・ワン・フォー・オール・オール・フォー・ワン）は、倉木麻衣のライブビデオ及び、2011年10月22日に開催されたライブ。通算13枚目の映像作品で、2012年3月14日発売。

## 概要

### DVDの概要
2011年10月22日に日本武道館で開催された「Premium Live One for all, All for one」を完全収録したライブDVD。
売り上げの一部が東日本大震災の復興支援金として募金される。
リリース記念イベントとして、ニコニコ動画の生放送で過去のライブ映像と共に、このDVDに収録されている楽曲が放送された。

### Premium Live One for all, All for oneの概要
2009年から続く3年連続の開催予定だった『HAPPY HAPPY HALLOWEEN LIVE』の企画を変更し、2011年3月11日に発生した「東日本大震災」への復興支援チャリティーライブとして開催された。会場は日本武道館であったが、YouTubeやニコニコ動画等の主要動画配信サイトでライブの模様が一部、生放送された。
本公演には日本を代表する交響楽団の一つ、東京フィルハーモニー交響楽団が特別参加していて、倉木の楽曲8曲を演奏した。
ライブ途中のスクリーンにはマイケル・アフリックのアルバム『MICHAEL AFRICK』に収録されていて、後に倉木自身のアルバム『OVER THE RAINBOW』に収録される「Love one another」が使用された映像が流され、荒川静香や赤坂泰彦らによる被災地に向けてのメッセージが映し出された。
アレックス・ルー、NERDHEAD（ジョルジョ・カンチェーミ）、サンリオ「Wish me mell」のキャラクター『メル』がゲスト出演している。アレックス・ルーは「Brave your heart」を、NERDHEADは「どうして好きなんだろう feat. Mai.K」「言葉にできないほど好きなのに feat. Mai.K」の2曲、メルは「Stay the same」に参加した。
一部のライブグッズはチャリティーグッズとして発売された。

## 収録曲

### Disc 1
1. Stand Up
2. Everything's All Right
3. NEVER GONNA GIVE YOU UP
4. happy days
5. Secret of my heart
6. Your Best Friend
7. key to my heart
8. もう一度
9. Can't forget your love
10. Brave your heart
11. あなたがいるから
12. 明日へ架ける橋
13. Time after time～花舞う街で～
14. Reach for the sky

### Disc 2
1. Stay the same
2. step by step
3. どうして好きなんだろう feat. Mai.K
4. 言葉にできないほど好きなのに feat. Mai.K
5. FUTURE KISS
6. Growing of my heart
7. touch Me!
8. 一秒ごとに Love for you
9. anywhere
10. BE WITH Ü
11. Love, Day After Tomorrow
12. Strong Heart
13. chance for you
14. always